# Берьозовая (приток на Колва)
Берьозовая (на руски: Берёзовая) е река в Пермски край на Русия, ляв приток на Колва (десен приток на Вишера, ляв приток на Кама). Дължина 183 km (със Северна Рассоха 208 km). Площ на водосборния басейн 3610 km².
Река Берьозовая води началото си от източния склон на хребета Берьозов Камен (част от Северен Урал), на 242 m н.в., на 39 km североизточно от село Вижай, в североизточната част на Пермски край. В горното си течение тече в югозападна, в средното – в северозападна и югозападна, а в долното течение – отново в северозападна посока, като течението ѝ има форма на „легнала“ латинска буква „S“. По цялото си протежение долината ѝ е разположена сред хълмиста местност, обрасла с гъста смарчово-кедрова тайга, в която силно меандрира. Ширината на коритото ѝ в горното течение е 20 – 40 m, а в долното – 60 m. Влива се отляво в река Колва (десен приток на Вишера, ляв приток на Кама), при нейния 175 km, на 130 m н.в., на 8 km на юг-югозапад от село Корегино в северната част на Пермски край. Основни притоци: Вижай (57 km, десен) и Немид (64 km, десен). Има смесено подхранване с преобладаване на снежното. По течението ѝ са разположени само 2 малки села: Вижай и Валай.